# Markus Stein (Philologe)
Markus Stein (* 23. Oktober 1962 in Rheinbach) ist ein deutscher Klassischer Philologe (Latinist).
Markus Stein studierte Klassische Philologie an der Universität zu Köln und wurde 1992 mit der Dissertation Definition und Schilderung in Theophrasts Charakteren promoviert. Anschließend arbeitete er von 1992 bis 2002 als Wissenschaftlicher Mitarbeiter an der Universität Köln. Von 1996 bis 2001 war er zusätzlich am Franz Joseph Dölger-Institut der Universität Bonn angestellt, wo er in der Redaktion des Reallexikons für Antike und Christentum (RAC) mitarbeitete. Seine Habilitation erreichte er im Wintersemester 1999/2000 an der Universität Köln mit den Manichaica Latina. In den folgenden Jahren war er an wechselnden Stellen tätig: Von 2001 bis 2002 als Privatdozent an der Universität Köln, von 2002 bis 2003 als Lehrstuhlvertreter an der Universität Bonn, von 2003 bis 2004 wiederum als Privatdozent in Köln, im Sommersemester 2004 an der Universität Hamburg, im Wintersemester 2004/2005 als Lehrkraft für besondere Aufgaben an der Universität Göttingen. Zum Sommersemester 2005 nahm er einen Ruf an die Universität Düsseldorf auf den Lehrstuhl für Klassische Philologie (Schwerpunkt Latinistik) an, den er seither innehat. Von 2005 bis 2015 war er Mitherausgeber des Göttinger Forums für Altertumswissenschaft.
Markus Stein beschäftigt sich mit weiten Bereichen der antiken griechischen und lateinischen Literatur, besonders der Spätantike. Eine Frucht seiner jahrelangen Beschäftigung mit dem Manichäismus ist die Edition der erhaltenen lateinischen Schriften der Manichäer, der Manichaica Latina, die er in fünf Teilen von 1998 bis 2016 veröffentlichte. Seit 2012 leitet Stein mit dem Historiker Bruno Bleckmann das Editionsprojekt Kleine und fragmentarische Historiker der Spätantike (KFHist).
Stein ist seit 1982 Mitglied der katholischen Studentenverbindung KDStV Rheinland Köln.

## Schriften (Auswahl)
- Definition und Schilderung in Theophrasts Charakteren (= Beiträge zur Altertumskunde. Band 28). Teubner, Stuttgart 1992, ISBN 3-519-07477-X (Zugl.: Dissertation Universität Köln 1991).
- Manichaica Latina (= Papyrologica Coloniensia. Band 27.1–4). 4 Bände in 5 Teilen. Hrsg. von der Nordrhein-Westfälischen Akademie der Wissenschaften in Zusammenarbeit mit der Arbeitsstelle für Papyrusforschung im Institut für Altertumskunde der Universität zu Köln. Westdeutscher Verlag, Opladen/Wiesbaden 1998; Ferdinand Schöningh, Paderborn u. a. 2002–2016:
  - Band 1 (1998): Epistula ad Menoch: Text, Übersetzung, Erläuterungen. ISBN 3-531-09946-9.
  - Band 2 (2002): Manichaei epistula fundamenti: Text, Übersetzung, Erläuterungen. ISBN 3-506-71481-3, OCLC 63753688 (Zugl.: Habilitationsschrift Universität Köln 1999–2000).
  - Band 3, 1 (2004): Codex Thevestinus: Text, Übersetzung, Erläuterungen. ISBN 3-506-71779-0.
  - Band 3, 2 (2006): Codex Thevestinus: Photographien. ISBN 3-506-72982-9.
  - Band 4 (2016): Manichaei Thesaurus. ISBN 978-3-506-78699-9.
- mit Bruno Bleckmann: Philostorgios, Kirchengeschichte (= Kleine und fragmentarische Historiker der Spätantike. E [Fragmentarische Kirchenhistoriker], Band 7). 2 Bände. Ferdinand Schöningh, Paderborn 2015, ISBN 978-3-506-78199-4, urn:nbn:de:101:1-201601061164.